# Silvestre Revueltas

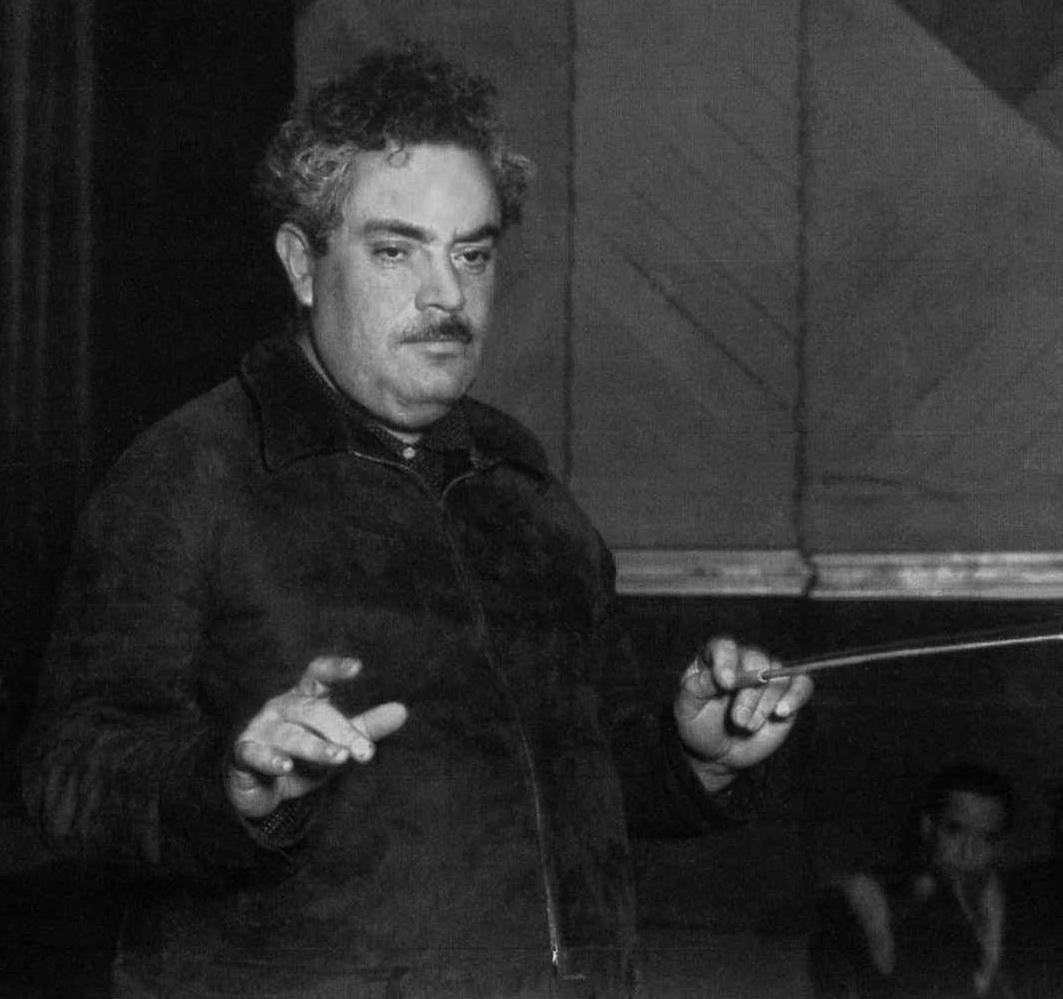
Silvestre Revueltas

Silvestre Revueltas Sánchez (* 31. Dezember 1899 in Santiago Papasquiaro, Durango; † 5. Oktober 1940 in Mexiko-Stadt) war ein mexikanischer Komponist, Geiger und Dirigent.

## Leben
Revueltas kam als erstes Kind der Familie Revueltas Sánchez zur Welt und studierte am Conservatorio Nacional de Música in Mexiko-Stadt, am St. Edward College in Austin (Texas) und am College of Music in Chicago (Illinois). Er gab Violinkonzerte, organisierte gemeinsam mit Carlos Chávez 1924/25 die ersten Konzerte für zeitgenössische Musik in Mexiko, und wurde 1929 von Chávez aufgefordert, die Position eines Assistenz-Dirigenten beim Orquesta Sinfónica de México zu übernehmen; diese Position hatte er bis 1935 inne. In dieser Zeit begann auch Revueltas selbst, ernsthaft zu komponieren.
Später ging er nach Spanien und arbeitete während des Spanischen Bürgerkrieges für die Republikaner, aber nach dem Sieg Francos kehrte er als Lehrer nach Mexiko zurück. Er verdiente schlecht, verarmte und verfiel dem Alkohol. Revueltas starb in Mexiko-Stadt am selben Tag, an dem sein Ballett El renacuajo paseador, das sieben Jahre zuvor entstanden war, seine Uraufführung erlebte. Todesursache war vermutlich zu viel Alkohol, mit dem er den Erfolg seines Werkes La Noche de los Mayas gefeiert hatte.

## Werk
Revueltas schrieb Filmmusik, Kammermusik, Lieder und eine Anzahl weiterer Werke. Zu seinen Orchesterwerken zählt eine Reihe sinfonischer Dichtungen, von denen Sensemayá (1938), basierend auf einem Gedicht des kubanischen Dichters Nicolás Guillén, am bekanntesten geworden ist, nicht zuletzt durch seine Verwendung als Filmmusik in „Sin City“. Es beschreibt ein Ritual der Schwarzen, das mit dem Tod einer Schlange endet. Seine Musiksprache ist tonal, jedoch häufig dissonant, voll vitaler Rhythmik und hat einen unverkennbar mexikanischen Einschlag.

## Werkliste (noch unvollständig)

### Orchesterwerke
- Alcancías, 1932
- Esquinas, 1930
- Janitzio, 1933; 1936 bearbeitet
- Cuauhnáhuac, 1930 (für Streichorchester); 1932 (für Sinfonieorchester)
- Sensemayá, 1938
- Redes, 1935
- Caminos, 1934
- Colorines, 1932
- Danza Geometrica, 1934
- Itinerarios, 1938
- Mexican Dance
- Musica para Charlar, 1938
- Noche de los Mayas, 1939 (Filmmusik)
- Parian, 1932
- Paisajes
- Ranas, 1931, Lied
- Renacuajo Paseador, 1933; 1936 als Ballett
- Siete Canciones
- Troka, 1933
- Dúo para pato y canario for voice and small orchestra, 1931
- Un canto de guerra para los frentes populares, 1938
- Ventanas, 1931
- La Coronela, 1940 (Ballet; unvollendet)
- Toccata, 1933

### Kammermusikwerke, Lieder
- Homenaje a Federico García Lorca, 1938
- Tecolote, 1931 (Lied)
- Batik, 1926
- Dos Canciones
- El Afilador for violin and piano, 1924
- Tres piezas para violín y piano, 1932
- No Sé Por Que Piensas Tú, 1937
- Ocho por Radio, 1933
- Four little pieces for string trio
- Planos, 1934
- Streichquartett Nr. 1, 1930
- Streichquartett Nr. 2, 1931
- Streichquartett Nr. 3, 1931
- Streichquartett Nr. 4 Música de Feria, 1932
- Tres Sonetos, 1939
- Two little serious pieces, 1938

## Sonstiges
Revueltas erscheint kurz als Barpianist in dem Film ¡Vámonos con Pancho Villa! (Mexiko, 1935), für den er auch die Musik geschrieben hatte. Dort hängt er ein Schild über das Klavier und sagt: Se suplica no tirarle al pianista (Es wird gebeten, nicht auf den Pianisten zu schießen).